# Jeremiah McLain Rusk
Jeremiah McLain Rusk (Malta, 17 giugno 1830 – Viroqua, 21 novembre 1893) è stato un politico e militare statunitense. Fu il 15º governatore del Wisconsin dal 1882 al 1889 e il secondo Segretario dell'Agricoltura degli Stati Uniti d'America dal 1889 al 1893. Fu anche ufficiale dell'esercito dell'Unione durante la guerra civile americana.

## Biografia
Rusk nacque a Malta, in Ohio. Era il fratello minore di Allen Rusk. Iniziò le sue attività come piantatore, poi si dedicò alla gestione di alberghi e infine al settore delle banche prima della guerra civile americana.
Rusk iniziò il suo servizio militare con l'Esercito dell'Unione durante la Guerra Civile come maggiore del 25º Reggimento di fanteria volontaria del Wisconsin il 14 agosto 1862. Fu promosso tenente colonnello il 16 settembre 1863. Prese il comando del reggimento il 22 luglio 1864 quando il colonnello Milton Montgomery fu ferito e catturato a Decatur, in Georgia, durante la battaglia di Atlanta. Rusk fu ferito nei pressi del fiume Salkehatchie, in Georgia, il 20 gennaio 1865.  Il 24 febbraio 1866, il presidente Andrew Johnson nominò Rusk al grado di generale brigadiere dei volontari e il Senato degli Stati Uniti confermò l'incarico il 10 aprile 1866.
Dopo la guerra civile, divenne un membro del Congresso nella Camera dei Rappresentanti degli Stati Uniti. Fu eletto al secondo Congresso degli Stati Uniti come rappresentante del sesto distretto congressuale del Wisconsin che servì dal 4 marzo 1871 al 3 marzo 1873. Per il quarantatreesimo congresso fu eletto rappresentante del Wisconsin per il nuovo 7º distretto. Fu eletto nuovamente al quarantaquattresimo congresso e servì dal 4 marzo 1873 al 3 marzo 1877. Mentre era al congresso, divenne anche presidente del comitato per le pensioni di invalidità (quarantesimo congresso). 
Dopo i suoi mandati al congresso, fu nominato dai repubblicani per l'elezione a Governatore del Wisconsin, elezioni che poi vinse. Il suo atto più noto durante il suo governo fu quando mandò la Guardia Nazionale a Milwaukee per mantenere la pace durante gli scioperi del lavoro del Primo Maggio del 1886. Questo evento è ricordato come "massacro di Bay View", in cui sette lavoratori sono stati uccisi. Il governatore Rusk si attribuì la maggior parte delle colpe.
Nel 1889, dopo la fine del suo terzo mandato come governatore, accettò la nuova posizione di Segretario dell'Agricoltura nell'amministrazione di Benjamin Harrison. Visse, morì e fu sepolto a Viroqua, nel Wisconsin.
La casa che comprò e in cui visse mentre era governatore del Wisconsin, ora nota come la Old Executive Mansion, è stata utilizzata come residenza ufficiale del Governatore per diversi decenni ed è inclusa nel Registro Nazionale dei luoghi storici. Anche suo figlio, Lycurgus J. Rusk, intraprese la carriera politica divenendo membro dell'assemblea statale del Wisconsin.